# Новий Мир (Нижньогородська область)
Новий Мир (рос. Новый Мир) — селище в Вадському районі Нижньогородської області Російської Федерації.
Населення становить 737 осіб. Входить до складу муніципального утворення Новомирська сільрада.

## Історія
Від 2009 року входить до складу муніципального утворення Новомирська сільрада.

## Населення
| 1999 | 2002 | 2010 |
| ---- | ---- | ---- |
| 710  | ↘706 | ↗737 |